# Faurot Field
Das Faurot Field at Memorial Stadium ist ein Football-Stadion in Columbia, Missouri, Vereinigte Staaten, auf dem Campus der University of Missouri. Es wird hauptsächlich für American Football genutzt und dient als Heimspielstätte der Missouri Tigers. Nach The Dome at America’s Center in St. Louis und dem Arrowhead Stadium in Kansas City ist es die drittgrößte Sportstätte im Bundesstaat Missouri, gemessen an der Sitzplatzkapazität. Im Jahr 1972 wurde die Spielfläche des Memorial Stadium zu Ehren des langjährigen Trainers Don Faurot in Faurot Field umbenannt.

## Geschichte
Im Jahr 1921 begannen die Spendenaktionen für den Bau einer „Memorial Union“ und eines „Memorial Stadium“ an der Universität. Die Namen der beiden Projekte waren eine Hommage an Absolventen, die im Ersten Weltkrieg ums Leben gekommen waren. Der erste Spatenstich auf dem Gelände des künftigen Stadions erfolgte im Dezember 1925. Das Gelände war ein großes natürliches Tal, das zwischen zwei Steilküsten südlich des Campus lag. Das Memorial Stadium wurde am 2. Oktober 1926 zum Gedenken an 112 ehemalige Studenten und Schüler eingeweiht, die im Ersten Weltkrieg gestorben waren. Das Stadion hatte anfangs 25.000 Plätze – die untere Hälfte der heutigen Anlage – wurde mit einer 440-Yards-Bahn (400 m) gebaut, die um das Spielfeld führte. Durch mehrere Erweiterungen erfolgte ein Kapazitätsausbau auf über 70.000 Plätze. Der Zuschauerrekord auf dem Faurot Field liegt bei 75.298 Personen und wurde am 4. Oktober 1980 bei einem Footballspiel gegen die Penn State erreicht. Ende der 2010er Jahre erfolgte ein leichter Rückbau der Kapazität auf noch knapp 60.000 Plätze.